# Comune di Albertslund
Il comune di Albertslund è un comune danese situato nella regione della Selandia con sede amministrativa nella città omonima.
Il comune è situato nella parte orientale dell'isola di Selandia circa 14 km a ovest di Copenaghen.
Il nome originario della municipalità era Herstedernes Kommune. Nel 1973 il nome fu cambiato in Albertslund Kommune. Il nome Herstederne rappresenta i due comuni di Herstedvester e Herstedøster che erano i villaggi originari dell'area assieme a Vridsløse e Risby.
I comuni adiacenti sono Glostrup a est, Ballerup ed Egedal a nord, Høje-Taastrup a ovest, e Vallensbæk e Brøndby a sud.

## Storia
Le tracce più antiche di insediamento umano risalgono all'età della pietra con alcune tombe databili all'epoca della cultura del bicchiere imbutiforme rinvenute nel territorio cittadino di Albertslund, all'età del bronzo risalgono invece alcuni tumuli circolari, numerosi invece i ritrovamenti risalenti all'età del ferro.

## Amministrazione

### Gemellaggi
Albertslund è gemellata con le seguenti città:
- Borken
- Grabow
- Mölndal
- Barrhead
- Whitstable
- Sisimiut
- Říčany